# Ștei
Ștei er en by i distriktet Bihor i Rumænien. I 2011 boede der 6144 mennesker i byen.
Fra 1958 til 1996 hed byen "Dr. Petru Groza" efter den rumænske leder.
46°32′N 22°28′Ø / 46.54°N 22.47°Ø